# Častá
Častá (in ungherese Cseszte, in tedesco Schattmansdorf) è un comune della Slovacchia facente parte del distretto di Pezinok, nella regione di Bratislava.
Ha dato i natali a Juraj Fándly (1750-1811), scrittore, presbitero, entomologo e storico.
Nei pressi del villaggio si trova il castello di Červený Kameň.